# Itosaari
Itosaari är en ö i Finland. Den ligger i sjön Saarijärvi och i kommunen Jockas i den ekonomiska regionen  Pieksämäki ekonomiska region  och landskapet Södra Savolax, i den södra delen av landet, 220 km nordost om huvudstaden Helsingfors. Öns area är 1,3 hektar och dess största längd är 150 meter i nord-sydlig riktning.